# Dolenjska (Weinanbaugebiet)
Das Weinanbaugebiet Dolenjska (etwa 1.350 ha) auf dem Gebiet der historischen slowenischen Landschaft Unterkrain (slowenisch Dolenjska) ist eines der drei Weinanbaugebiete der slowenischen Weinbauregion Posavje. Die Dolenjska ist das größte Weinanbaugebiet Sloweniens.

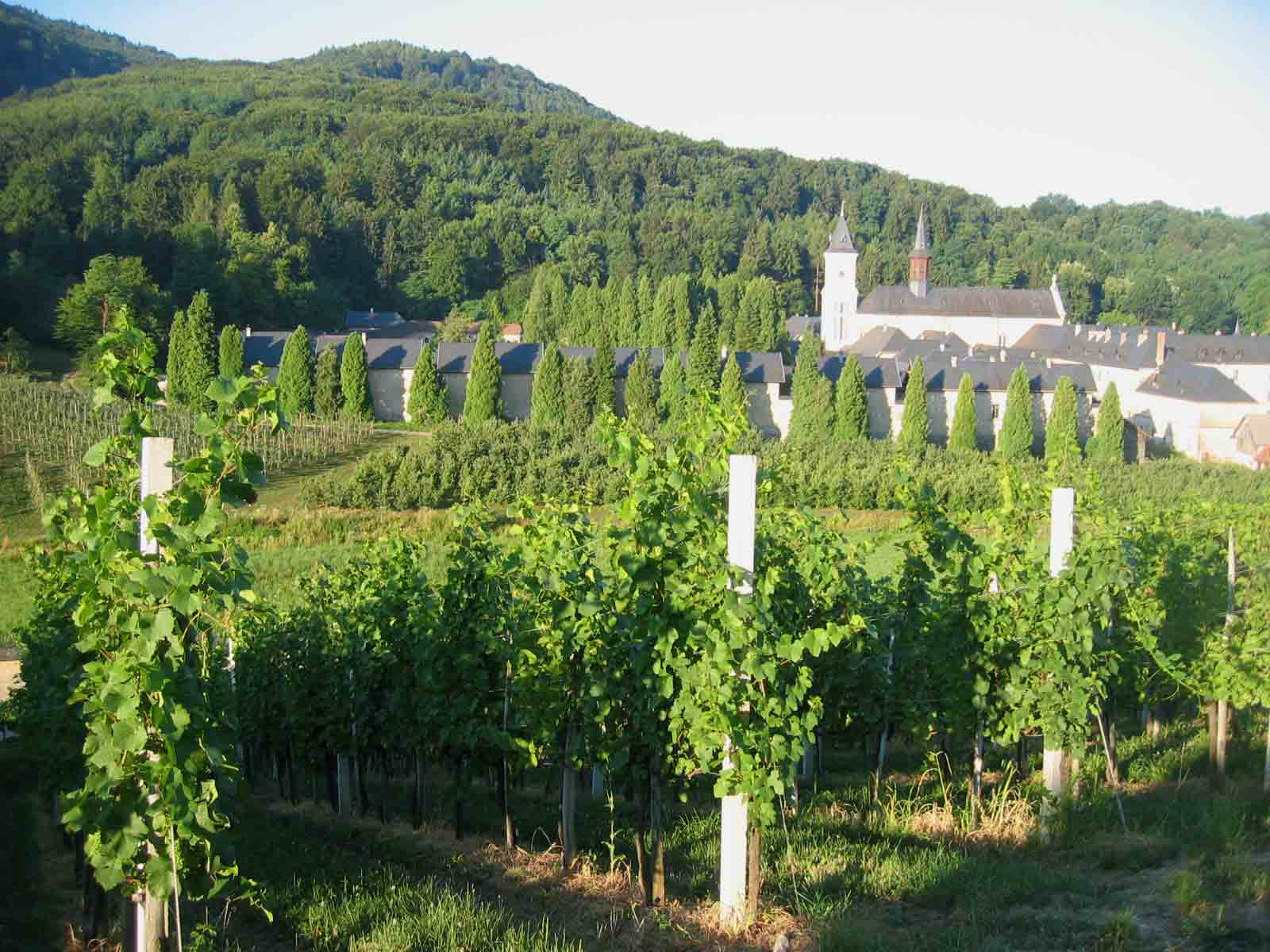
Weingarten des Klosters Pleterje

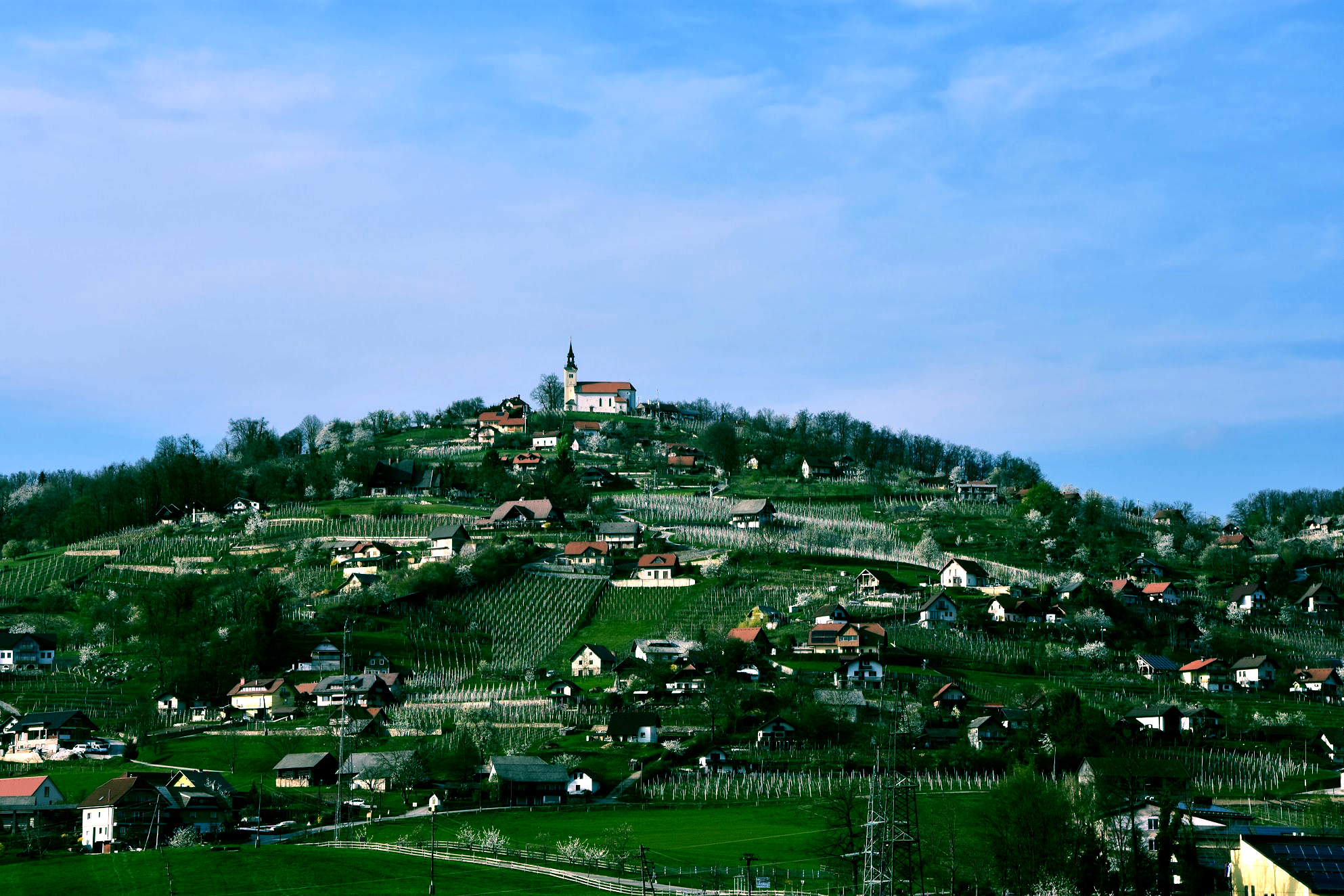
Weinbau in Trška Gora (Novo mesto)

## Lage
Das Gebiet erstreckt sich vom rechten Ufer des Flusses Save (außerhalb der Gemeinde Litija) entlang der Ufer des Flusses Krka bis zur kroatischen Grenze im Südosten. Im Osten grenzt das Gebiet an die Weinbauregion Podravje.
Wichtige Weinbauzentren sind Trebnje, Mokronog, Pleterje, Šentjernej, Novo mesto, Kostanjevica na Krki. 

## Weine
Eine Besonderheit der Region ist der Cviček, eine Mischung aus Rot- und Weißweinen, in der der Rotweinanteil mit bis zu 70 Prozent dominiert. Da nach EU-Recht fertig vergorene Rot- und Weißweine zur Erzeugung von Qualitätsweinen nicht vermischt werden dürfen, wurde eigens für den slowenischen Cviček eine Sondergenehmigung erlassen.
Für die Region typische Rebsorten sind Blaufränkisch und Sauvignon Blanc. Lokale Schaumweine werden aus einheimischen Žametovka-   und Pinot Noir-Rebsorten hergestellt.